# Pieter Cort van der Linden
Pieter Wilhelm Adrianus Cort van der Linden (14. května 1846 Haag – 15. července 1935 Haag) byl nizozemský politik a právník. Jako nestranický liberál byl předsedou vlády v letech 1913 až 1918.
Jeho otcem byl Gijsbertus Martinus van der Linden, dlouholetý poslanec Dolní sněmovny a stoupenec Johana Rudolpha Thorbeckeho. Vystudoval práva na Leidenské univerzitě a pracoval jako advokát. Později přednášel na Amsterdamské univerzitě a zasedal v redakční radě časopisu De Gids. Vydal programový spis Richting en beleid der liberale partij, jeho názory na právo, hospodářství a politiku vycházely z učení Herberta Spencera, odmítal socialismus i neregulovaný kapitalismus. Ačkoli nebyl poslancem, v roce 1897 se stal ministrem spravedlnosti v liberální vládě Nicolaase Piersona a podílel se na důležitých sociálních reformách, jako bylo zavedení úrazového pojištění, státní podpora bytové výstavby a zákon o ochraně dětí.
V roce 1901 Piersonova vláda padla, královna Vilemína Nizozemská pak jmenovala Corta van der Lindena do Státní rady. Po vypuknutí vládní krize 1907 byl navržen na ministerského předsedu, avšak nezískal potřebnou politickou podporu. Až po pádu antirevoluční vlády Theo Heemskerka se mu podařilo sestavit menšinovou sekulární vládu a 29. srpna 1913 se ujal úřadu. Vedle předsednictví vlády také vedl ministerstvo vnitra.
Za první světové války se mu podařilo udržet neutralitu Nizozemska. Přispěl k uzavření dohody zvané Pacificatie van 1917, jejímž výsledkem bylo zavedení všeobecného volebního práva v Nizozemsku. Po volbách v roce 1918 ho ve funkci premiéra nahradil katolický politik Charles Ruijs de Beerenbrouck. Vrátil se do Státní rady, kde zasedal až do roku 1934. Byl posledním liberálem v čele nizozemské vlády až do roku 2010, kdy se stal premiérem Mark Rutte.
Měl čtyři syny, jedním z nich byl groningenský starosta Pieter Willem Jacob Henri Cort van der Linden.